# Reinhold Zwick
Reinhold Zwick (* 7. Dezember 1954 in Vohenstrauß/Oberpfalz) ist ein römisch-katholischer Theologe.

## Leben
Nach seiner Schulzeit studierte Zwick römisch-katholische Theologie und Germanistik. 1988 promovierte er mit der Schrift „Montage im Markusevangelium: Studien zur narrativen Organisation der ältesten Jesuserzählung“ an der Universität Regensburg zum Doktor der Theologie. 1996 habilitierte sich Zwick unter Betreuung von Georg Schmuttermayr, ebenfalls an der Universität Regensburg. Er war anschließend von 1996 bis 2001 Professor für Alt- und Neutestamentliche Exegese an der KFH Freiburg und ist seit 2001 Professor für Biblische Theologie und ihre Didaktik an der Westfälischen Wilhelms-Universität Münster. Am 1. September 2020 wurde Zwick emeritiert. Sein Arbeitsschwerpunkt ist Theologie und Film. Er ist Mitglied der Internationalen Forschungsgruppe Film und Theologie.

## Werke (Auswahl)
- Evangelienrezeption im Jesusfilm. Ein Beitrag zur intermedialen Wirkungsgeschichte des Neuen Testaments (= Studien zur Theologie und Praxis der Seelsorge. Band 25). Seelsorge Echter, Würzburg 1997, ISBN 978-3-429-01940-2 (Zugleich Habilitationsschrift, Universität Regensburg 1996[1]).
- mit Michael N. Ebertz: Jüngste Tage. Die Gegenwart der Apokalyptik. Herder, Freiburg/Basel/Wien 1999, ISBN 3-451-27014-5.
- Pasolinis Kinder: Zwischen Evangelium und Dritter Welt. In: S. Orth, M. Staiger, J. Valentin (Hrsg.): Kinder im Film (= Film und Theologie. Band 6). Marburg 2004, S. 56–83.
- Selig die Armen in den Wohncontainern. Aki Kaurismäki und seine Tragikomödie „Der Mann ohne Vergangenheit“. In: Stimmen der Zeit. Band 128, 2003, S. 546–560.
- Passion und Transformation. Biblische Resonanzen in Pier Paolo Pasolinis „mythischem Quartett“ (= Film und Theologie. Band 26). Schüren, Marburg 2014, ISBN 978-3-89472-875-5.
- Im Sichtbaren das Unsichtbare: Beiträge zu Filmästhetik und Theologie (= Münsteraner Arbeiten zu Film und Theologie. Band 1). LIT, Berlin, Münster 2020, ISBN 978-3-643-14702-8.